# Milmyeon
I milmyeon (밀면?, -麪?) sono un piatto coreano a base di noodle tipico della città sudcoreana di Pusan, creato come variante dei naengmyeon nordcoreani.

## Preparazione
Un piatto di milmyeon consiste tipicamente di noodle a base di farina di frumento, amidi di patata e batata impastati con acqua salata, che vengono accompagnati da un brodo freddo di pollo, maiale o ossa della coscia del manzo, verdure e erbe medicinali quali liquirizia, angelica e cannella. Viene guarnito con diversi ingredienti come uova sode, cetrioli, ravanelli, manzo, semi di sesamo, tuorlo d'uovo e pancetta brasata.

## Tipi e varianti
Esistono due tipi di milmyeon: i mul milmyeon sono serviti in un brodo tanto freddo da presentare un leggero strato di ghiaccio superficiale, mentre i bibim milmyeon vengono mischiati con gochujang e scalogno, aglio e cipolla tritati, acquisendo un gusto piccante, e sono leggermente più sottili dei mul milmyeon.
Varianti meno conosciute sono i ssuk milmyeon, nei cui noodle viene aggiunta della polvere di artemisia, e gli on milmyeon, serviti bollenti e piccanti con una guarnizione di maiale bollito, tuorlo d'uovo, uova sode e kimchi invecchiato.

## Storia
I milmyeon sono stati creati dai nordcoreani di Hamheung che si rifugiarono a Pusan durante la Guerra di Corea come variazione dei naengmyeon: siccome il grano saraceno usato per i naengmyeon era di difficile reperibilità e impopolare in città perché poco familiare, venne sostituito mischiando l'amido al frumento inviato dall'esercito statunitense. Il primo ristorante che lo servì fu il Naeho Naengmyeon, e il piatto divenne presto una specialità di Pusan.
La paternità dei milmyeon è stata rivendicata anche dalla città di Jinju, secondo la quale il piatto sarebbe una derivazione dei milguksu naengmyeon, una variante dei naengmyeon preparata con farina di frumento e brodo di acciughe che venne portata a Pusan quando l'ufficio provinciale del Gyeongsang Meridionale venne trasferito da Jinju a Pusan nel 1925.